# Antonino Virduzzo
 (juin 2016).
Si vous disposez d'ouvrages ou d'articles de référence ou si vous connaissez des sites web de qualité traitant du thème abordé ici, merci de compléter l'article en donnant les références utiles à sa vérifiabilité et en les liant à la section « Notes et références ».
Antonino Virduzzo (né le 21 mars 1926 à Greenwich Village, à New York et mort le 23 avril 1982 à Rome) est un peintre italien contemporain. 

## Biographie
Antonino Virduzzo est né aux États-Unis de parents issus de l'immigration sicilienne mais retourne avec ses parents vivre en Sicile à Comiso dès 1932.
De 1932 à 1952, il se plonge dans les études artistiques : École d'art de Comiso où il étudie la sculpture sur pierre, Lycée artistique de Florence, Accademia Albertina de Turin (peinture), école de peinture de Casorati (peinture), Académie des Beaux-arts de Rome (1949) (gravure).
Ses études sont souvent interrompues par des voyages à l'étranger et tout particulièrement aux États-Unis, où il émigre en 1946.
Entre 1946 et 1949, Alexandre Jolas l'expose à la Galerie Hugo à New York. Pendant la période 1947 - 1949, il abandonne ses prétentions artistiques et travaille dans la marine marchande et voyagera entre l'Amérique et l'Europe avant de revenir en Italie en 1949. 
En 1950, il soutient la création de la Stable Gallery à New York. 
En 1951, il est exposé à la Galerie Bodley à New York. 
Antonino Virduzzo a été professeur à l'Accademia di Belle Arti de Catane en Sicile. En 1951, il organise des échanges artistiques entre l'Italie et les États-Unis. Entre 1952 et 1955, il réside en France où il s'ouvre à d'autres aventures. Période fondamentale pour son évolution personnelle, il expérimente l'abstraction géométrique et la question de la transparence de la couleur.
Entre 1952 et 1955, il séjourne en France où il réalise de nombreux vitraux.
Entre 1955 et 1962, il réalise des lithographies dont les couleurs sont proches de la peinture géométrique de Mondrian et fait des expériences artistiques proches de ce que l'on appellera plus tard le Pop art.
En 1956, il réalise ses premières expositions personnelles à Rome (Galleria L'incontro) et à Tunis (Galleria L'Atelier), puis en 1957, il séjourne plusieurs mois en France et il est invité à exposer au musée d'art moderne de Paris avec l'aide de la Galerie de France (Exposition « Comparaisons »).
En 1958, il participe à la XXIXe Biennale de Venise
En 1959, il réalise des expositions à Turin, Rome, Paris et Alexandrie.
Durant l'année 1960, il est invité par la National Chalcographic de Rome à exposer en Amérique, ainsi qu'au Japon, Chine, Inde, Pays-Bas, Allemagne et Scandinavie.
En 1962, il publie une monographie de ses gravures et se voit décerner le Grand Prix international de l'Estampe à la XXIe Biennale de Venise. Il est également présent à la Biennale internationale de Tokyo.
Entre 1961 et 1964, il réalise une grande fresque à la technique mixte intitulée « Hiroshima ».
À partir de 1962, il réalise ses premiers bas-reliefs et ses premières sculptures.
En 1966, il expose à Heidelberg en l'honneur du 200e anniversaire des graphistes italiens.
À partir de 1967, il travaille à l'intégration de son œuvre dans l'espace public et réalise des sculptures monumentales pour des écoles, universités et administrations.
En 1971, il réalise une rétrospective de son œuvre sous les auspices du Président de la République Italienne.
En 1972, « Ellegi » une publication italienne consacre un numéro entier à ses travaux.

## Expositions personnelles
- Autriche
  - Forumstadtpark - Graz - 1968.
- France
  - Galerie de Beaune - Paris - 1964 et 1965[1].
  - Galerie Le Lutrin - Lyon - 1966[2].
  - Centre d'art Cybernétique - Paris - 1967[3].
  - Galerie Le Lutrin - Lyon - 1967[4].
  - Centre d'art Cybernétique - Paris - 1968[5].
  - Le lac Bleu - Charavines - 1968[6].
  - Galerie Le Lutrin - Lyon - 1969[7].
- Islande
  - Exposition personnelle - Reykjavik - 1970[8].
- Italie
  - Galleria L'Incontro - Rome - 1956.
  - Galleria L'Immagine - Turin - 1959.
  - Sala d'esposizione Grafica del Lavoro - Rome - 1959 et 1960[9].
  - Galleria L'Albatro - Rome - 1960[10].
  - Ar-Flex - Rome - 1960 et 1961.
  - Galleria il Fondaco - Messine - 1962[11].
  - XXXIe Biennale Internazionale d'Arte - Venise - 1962 - Grand prix international de la Gravure.
  - Galleria de'Foscherari - Bologne - 1963[12].
  - Galleria Flaccovio - Palerme - 1963[13].
  - Galleria Le Jardin des arts - Rome - 1963[14].
  - Galleria il Naviglio - Milan - 1964[15].
  - Galleria Il Cavallino - Venise - 1965[16].
  - Calcografia Nazionale di Roma - 1965-1966 - exposition anthologique.
  - Galleria Il Fondaco - Messine - 1966[17].
  - Studio d'Arte Contemporanea - Florence - 1967 organisée par Paolo Vaccarino
  - Galleria Godel - Rome - 1967[18].
  - Galleria Nuova - Carrare - 1968.
  - Galleria Le Arti - Catane - 1968.
  - Galleria Il Ponte - Modica - 1968.
  - Exposition anthologique - Terni - 1968[19].
  - Galleria Arcana - Rome - 1971.
  - Exposition officielle anthologique - Acireale - 1971[20].
  - Galleria Ponte 2 - Raguse - 1971.
  - Galleria Il Poliedro - Augusta - 1971.
  - Galleria Flaccovio - Palerme - 1972[21].
  - Centro di Ricerche Estetiche - Catane - 1972.
- Japon
  - Yasu Gallery - Osaka - 1965[22]
  - Yoseido Gallery - Tokyo - 1968.
- Mexique
  - Pecañins Gallery - Mexico - 1968.
- Tunisie
  - Galerie l'Atelier - Tunis - 1956[23].